# 澳洲儲備銀行
澳洲儲備銀行（英語：Reserve Bank of Australia，縮寫作）是澳大利亚联邦的中央銀行和貨幣發鈔機構，於1960年1月14日成立及經由《1959年儲備銀行法令》繼承了澳洲聯邦銀行作爲中央銀行的功能。總部目前設在澳洲新南威爾斯州悉尼的馬丁廣場。

## 歷史

### 19世紀中期至1925年
在澳大利亞設立國家銀行的呼聲可以追溯到19世紀中葉，到19世紀90年代逐漸增強，但直到1901年澳大利亞聯邦成立后的1911年才設立澳洲聯邦銀行，但聯邦銀行不能發行貨幣：這一職責仍然由財政部持有。第一次世界大戰後，時任行長約翰·賈丸（John Garvan）主持了一些列壓縮貨幣供應量的巨額錯，將澳大利亞貨幣帶回金本位系統，1925年澳鎊與英鎊同時設立金本位制度。在隨後的大蕭條中，澳鎊經歷了貶值，價值與英鎊脫軌，因此經由《1932年聯邦銀行法令》脫離了金本位系統。

### 1925年至今
1945年聯邦立法開始由聯邦銀行監管私有銀行，但1949年反對此舉措的H.C.科姆斯（H.C. Coombs）任行長後又將私有銀行的總體控制權下放到各家銀行。科姆斯同時建議貨幣監管機構放鬆利率管控，使得聯邦銀行可以更多地通過公開市場操作執行政策。1959年政府立法將聯邦銀行的中央銀行職責剝離並在次年成立儲備銀行作爲新的中央銀行。1966年儲備銀行主持發行了十進制的澳元，替代了澳鎊。
1980年開始政府的短期債券發行從定價的“水龍頭制度”（tap system）改爲競價制度（即指定債券額度，價錢由市場決定），不久后此制度也用於發行長期債券。1983年隨著澳大利亞的金融系統監管制度開始放開，澳元匯率也在同年改革為浮動匯率。1998年，儲備銀行的銀行業監管職能剝出，轉到澳大利亞审慎监管局，同年支付系統董事會成立。

现任储备银行行长是菲利普·洛威（Philip Lowe），他于2016年9月18日接替格蘭·史蒂文斯（Glenn Stevens）担任行长。洛威的任期於2023年9月17日屆滿後，將由副行長米雪·布洛克（Michele Bullock）接任行長，布洛克將成為澳洲儲備銀行首位女行長。

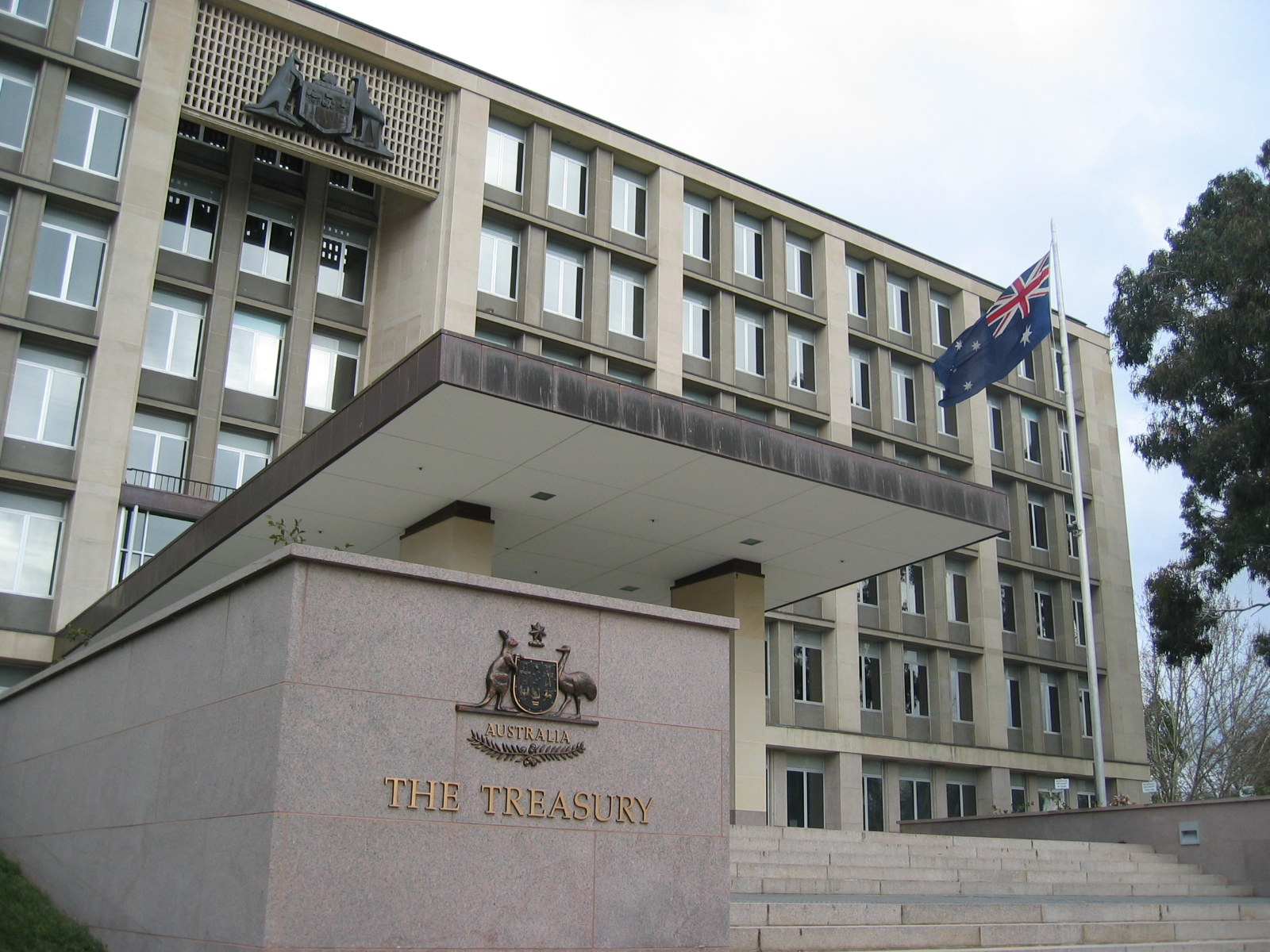
澳洲儲備銀行

## 角色和職責
澳洲準備銀行具有為澳大利亚政府服務的職責，同時也為其他中央銀行和官方機構提供服務

。其政策決策部門為負責支付系統政策支付系統董事會，及負責其他貨幣政策和銀行政策的儲備銀行董事會。兩個董事會的會員都包括銀行官員、財政部官員、其他聯邦政府官員，以及經濟結構中的其他機構首腦。儲備銀行董事會的結構自從1951年儲備銀行成立前以來除了人數外沒有做過大的改變。儲備銀行行長由財政部長任命，同時擔任政策支付系統董事會和儲備銀行董事會主席。如兩個董事會的意見發生矛盾，由行長解決。

## 政策利率
澳洲儲備銀行以現金利率目標作為政策利率。
| 日期          | 現金利率目標 | 轉變   | 資料來源 |
| ------------- | ------------ | ------ | -------- |
| 2022年11月1日 | 2.85%        | +0.25% | [ 14 ]   |
| 2022年12月6日 | 3.10%        | +0.25% | [ 15 ]   |
| 2023年2月7日  | 3.35%        | +0.25% | [ 16 ]   |
| 2023年3月7日  | 3.60%        | +0.25% | [ 17 ]   |
| 2023年5月2日  | 3.85%        | +0.25% | [ 18 ]   |
| 2023年6月6日  | 4.10%        | +0.25% | [ 19 ]   |
| 2024年6月18日 | 4.35%        |        | [18]     |

2024年6月18日，澳洲央行連續第五次會議將現金利率維持在4.35%不變。在全球政策前景分化的背景下，澳洲聯儲的謹慎立場使其處於鷹派立場。

## 外部連結
- 澳洲儲備銀行 （页面存档备份，存于） 官方网站